# Earning His Salt
Earning His Salt è un cortometraggio muto del 1916. Il nome del regista non viene riportato.

## Produzione
Il film fu prodotto dalla Kalem Company.

## Distribuzione
Distribuito dalla General Film Company, il film - un cortometraggio in una bobina - uscì nelle sale cinematografiche statunitensi il 24 febbraio 1916.